# Poder de relación
El poder de relación era un cuarto poder del Estado, que junto a los clásicos poder legislativo, poder ejecutivo y poder judicial, se establecía en el Proyecto de Constitución Federal de 1873 de la Primera República Española que nunca llegó a aprobarse.
Según el proyecto, mientras el Poder legislativo recaía en las Cortes, el Poder ejecutivo en el Consejo de Ministros y el Poder Judicial en los Tribunales y Jurados, el Poder de relación sería ejercido por el presidente de la República, cuyas atribuciones establecía el artículo 82:
1. Promulgar dentro de los quince días siguiente a su aprobación definitiva las leyes que decreten y sancionen las Cortes, salvo el caso que las Cortes declaren la promulgación urgente.
2. Hacer, en caso de una disidencia sobre la promulgación de las leyes entre el Senado y el Congreso, a este último las observaciones que juzgue necesarias.
3. Convocar las reuniones extraordinarias de las Cortes cuando lo requiera así el estado de la Nación.
4. Dirigir mensajes a los poderes públicos, recordándoles el cumplimiento de sus deberes legales.
5. Nombrar y separar con toda libertad al Presidente del Poder ejecutivo.
6. Nombrar los embajadores, ministros y agentes diplomáticos.
7. Recibir los embajadores, ministros y agentes diplomáticos de las demás naciones.
8. Sostener las relaciones internacionales.
9. Conceder los indultos.
10. Cuidar que sean garantizadas las Constituciones particulares de los Estados.
11. Personificar el Poder supremo y la suprema dignidad de la Nación; y a este fin se le señalará por la ley sueldos y honores, que no podrán ser alterados durante el período de su mando.